# Kurdschipskaja
Kurdschipskaja (russisch Курджипская) ist ein Dorf (staniza) in Südrussland. Es gehört zur Republik Adygeja und hat 1603 Einwohner (Stand 2019). Im Ort gibt es 18 Straßen. Das Dorf wurde 1863 gegründet.

## Geographie
Das Dorf liegt in einem bergigen Waldgebiet am Fluss Kurdschips, 16 km südlich von Maikop. Kurdschipskaja liegt 24 Straßenkilometer südwestlich von Tulski (dem Verwaltungszentrum des Bezirks). Dagestanskaja ist der nächstgelegene ländliche Ort.